# Японская оккупация Британского Борнео
До начала Второй мировой войны в Тихом океане остров Борнео был разделён на пять территорий. Четыре территории на севере были подконтрольны Британии — Саравак, Бруней, остров Лабуан и Британский Северной Борнео; в то время как остальная часть острова находились под юрисдикцией Голландской Ост-Индии.
16 декабря 1941 года японские войска высадились в Мири (Саравак), отплыв из бухты Камрань во французском Индокитае. Японцам потребовалось меньше месяца, чтобы оккупировать весь остров. Японцы переименовали северную часть в Северный Борнео (北ボルネオ) , Лабуан в Остров Маэда (前田島), а соседние голландские территории в Южный Борнео (南ボルネオ). Впервые в современной истории весь остров был под правлением одного государства.
Британский Борнео находился под японской оккупацией более трёх лет. Они активно проводили японизацию местного населения, требуя, чтобы они изучали японский язык и обычаи. Японцы разделили Северный Борнео на пять провинциальных администраций и построили аэродромы. Несколько лагерей военнопленных управлялись японцами. Армия Союзников и большинство колониальных чиновников были задержаны вместе с членами подпольных движений, которые выступали против японской оккупации. Тем временем местные малайские лидеры были под наблюдением японцев, и на территорию острова было доставлено много иностранных рабочих.
В 1945 году австралийские коммандос были высажены на остров американскими подводными лодками со специальным подразделением Z Special Unit, которое проводило разведывательные операции и обучало тысячи коренных жителей сражаться с японцами используя приёмы партизанской войны в рамках подготовки к прибытию основных сил Союзников. Следующие высадки были проведены в Северном Борнео и на Лабуане, и с 10 июня 1945 года, после соединения австралийских и американских войск остров Борнео был освобождён. Британская военная администрация официально стала управлять независимо от японцев с 12 сентября 1945 года.

## История
Намерение Японии получить контроль над Борнео было связано с концепцией объединения Восточной Азии. Это было разработано генералом Хатиро Арита, армейским идеологом, который служил министром иностранных дел с 1936 по 1940 год. Японские лидеры представляли Азию, управляемую Токио без вмешательства Запада. Остров рассматривался Японией как стратегически важный, поскольку он расположен на главных морских путях между Явой, Суматрой и Малаей. Контроль над этими маршрутами был жизненно важен для защиты территории.
Такие компании, как Mitsubishi и Nissan были вовлечены в торговлю с Британским Борнео. Японские иммигранты также были в Саравакском королевстве с 1915 года, причем некоторые из них работали в качестве разносчиков, а некоторые японские женщины работали в кварталах красных фонарей. Это открывало возможности для шпионажа, которым занимались японские военные, особенно с 1930 года. Секретные телеграммы показали, что японские корабли, регулярно стоящие на причале в Джесселтоне, занимались шпионажем. В 1940 году США и Великобритания наложили эмбарго на экспорт сырья в Японию из-за продолжающейся агрессии в Китае и японского вторжения во французский Индокитай. Япония, испытывающая острую нехватку природных ресурсов, нуждалась в гарантированных поставках, особенно нефти, для достижения своей долгосрочной цели стать главной силой в Тихоокеанском регионе. Юго-Восточная Азия, которая в основном состояла из европейских колоний, впоследствии стала главной целью для Японии. Она также надеялась получить ресурсы для сокрушения западного колониализма.

## Вторжение
Японский план вторжения предусматривал захват и удержание британских территорий Императорской армией Японии и голландских территорий на юге Императорским флотом. Императорская армия выделила 35-ю пехотную бригаду на север Борнео. Бригада возглавлялась генерал-майором Киётакэ Кавагути и состояла из подразделений, ранее дислоцированных в Кантоне (Гуанчжоу) на юге Китая. 13 декабря 1941 года японские конвои покинули бухту Камрань во французском Индокитае в сопровождении крейсера Юра, эсминцев Муракумо, Синономэ, Сиракумо и Усугумо. Десять транспортных кораблей перевозили передовую группу японских сил вторжения. Силы поддержки, которыми командовал контр-адмирал Такэо Курита, состояла из крейсеров Кумано и Судзуя и эсминцев Фубуки и Сагири. Японские войска намеревались захватить Мири и Серию, а затем двинуться на Кучинг и близлежащие аэродромы. Конвой не был обнаружен и на рассвете 16 декабря два десантных подразделения были высажены и оккупировали Мири и Серию с небольшим сопротивлением со стороны британских сил.
Куала Белайт и Лутонг были захвачены в тот же день, когда на берегу находилось около 10 000 японских солдат. 22 декабря город Бруней был захвачен, и основные японские силы двинулись на запад в направлении Кучинга после того, как обезопасили нефтяные месторождения на севере Саравака. Японские военно-воздушные силы бомбили аэродром Синкаванг, чтобы предотвратить нападение голландцев. После того, как сопровождающие отогнали одинокую голландскую подводную лодку, японская оперативная группа вошла в устье реки Сантубонг 23 декабря. Конвой, включая двадцать транспортников с японскими войсками под командованием полковника Акиносукэ Оки, прибыл с мыса Сепанг и завершил высадку на следующее утро. 2-й батальон 15-го пенджабского полка, дислоцированный в Кучинге, был единственным пехотным подразделением Союзников на острове. Хотя они сопротивлялись нападению японцев на аэродроме, вскоре они оказались в меньшинстве и отступили вверх по реке Сантубонг. 25 декабря японские войска успешно захватили аэродром Кучинг. Пенджабский полк отступил через джунгли в район Синкаванг.
После того, как японцы закрепились в Синкаванге 29 декабря оставшиеся британские и голландские войска отступили дальше в джунгли, двигаясь на юг к Сампиту и Пангкаланбуну, где находился голландский аэродром в Котаварингине. 31 декабря силы под командованием подполковника Гэндзо Ватанабэ двинулись на север, чтобы занять оставшиеся территории Брунея, Бофор и Джесселтон. Джесселтон оборонялся военной полицией Северного Борнео численностью в 650 человек. Они оказали незначительное сопротивление, и город был взят 9 января. 3 января 1942 года Императорская армия вторглась на остров Лабуан. 18 января, используя небольшие рыбацкие лодки, японцы высадились в Сандакан, где находилось правительство Британского Северного Борнео. Утром 19 января губернатор Чарльз Роберт Смит подписал капитуляцию и был интернирован вместе со своим штабом. Оккупация Британского Борнео была завершена. Голландский южный и центральный Борнео были также взяты силами Императорского флота, после нападения на него с востока и запада. После десяти недель проведённых в джунглях и горах, войска Союзников сдались 1 апреля.

### Японизация населения
Токийская газета Асахи симбун и находящаяся в Осаке газета Майнити симбун поступили в печать на малайском языке как на острове Борнео, так и на острове Сулавеси, передавая новости от имени правительства Японии. После оккупации, японцы начали процесс ассимиляции местных жителей. Пропаганда распространялась на всех территориях Борнео, были широко распространены такие лозунги, как «Азия для азиатов» и «Япония, свет Азии». Центральное место в пропаганде занимал этноцентризм, провозглашающий японские ценности, мировоззрение, культуру, дух, поклонение императору и расовое превосходство азиатов.

В рамках процесса японизации школьникам и взрослым было предписано посещать специальные занятия для изучения японского языка. Студенты должны были носить форму и фуражку с синей эмблемой сакуры, которая должна была быть заменена красной, когда учащиеся достигли все более высоких оценок. Каждое утро ученики должны были с радостью петь гимн Японии, а затем поклониться японскому флагу, прежде чем идти в класс. Это было сделано, чтобы заставить население «думать, чувствовать и вести себя как восточноазиатские японцы». Японское отношение к местным коренным народам и китайским иммигрантам отличалось. Пытаясь гарантировать, чтобы местные коренные жители не являются врагами, в административной директиве от 14 марта 1942 было объявлено:
В настоящее время не допускается вмешательство в местные обычаи, практики и религию. Влияние войны на жизнь коренного населения должно быть смягчено, где это возможно, и в пределах, установленных необходимостью обеспечить самодостаточной оккупационных сил и обеспечить ресурсы, жизненно важные для национальной обороны. Однако никакие меры не должны приниматься с единственной целью успокоить туземцев.
К местным китайцам применялся другой принцип, так как они считались единственной категорией населения, которая могла принести японской администрации проблемы:
Основной целью, когда речь идет о местных китайцах, должно быть использование их существующих коммерческих организаций и практики в интересах нашей политики... Должны быть приняты меры по разрыву политических связей между китайскими жителями различных районов, а также между ними и материковым Китаем
Были также предприняты попытки привить антизападные настроения местным чиновникам, которые обязаны посещать вечерние занятия по японскому языку. В отличие от своих коллег в Северном Борнео и Сараваке, которыми ранее управляли европейские чиновники, султан Брунея Ахмад Таджуддин был оставлен японцами без снижения зарплаты. Малайские правительственные чиновники в большинстве остались на своих постах.

## Администрация

### Административные зоны
При японской оккупации британское Борнео был разделён на пять провинций (шу):
- Кучинг-шу (первый и второй район Саравака, острова Понтианак и Натуна)
- Мири-шу (четвёртый и пятый район Саравака, город Бруней)
- Секай-шу (Северо-западный Борнео — Апи, Бофорта, Кота Белуд, Кота Маруду, Кенингау, Уэстон и Лабуан)
- Сибу-шу (Саравак, третий район)
- Токай-шу (Север и восток Борнео, Элопура, Балуран, Лахад Дату и Тавау)

У каждой из пяти зон был губернатор из Японии, или администрация оставалась в руках местных жителей под наблюдением японцев. Каждая из провинций составляла префектуры или кэн (県). Джесселтон и Сандакан были переименованы в Апи и Элопура соответственно.

### Оккупационные силы
Как только контроль над Сараваком был обеспечен, контроль над остальной частью британского Борнео перешёл к Киётакэ Кавагути и его подразделению, в то время как голландский Борнео находился под управлением Императорской армии. В середине марта 1942 года военно-морское подразделение было передислоцировано в Себу. 4-й смешанный полк, также известный как подразделение Накахаты, под командованием полковника Накахата Дзеити взял на себя задачу по зачистке, поддержанию правопорядка и созданию военного правительства. 6 апреля 1942 года подразделение перешло под командование Армии обороны Борнео генерал-лейтенанта Тосинари Маэды, который стал ответственным за этот район. Первоначально его штаб-квартира находилась в Мири, но Маэда посчитал ее неподходящей и переехал в Кучинг. В июле полк Накахата был реорганизован в два батальона по 500 человек, 40-й и 41-й отдельные гарнизонные пехотные батальоны. Маэда погиб вместе с майором Хатаичи Усуи и пилотом-капитаном Кацутаро Ано в авиакатастрофе во время полёта на остров Лабуан 5 сентября 1942 года. Японцы переименовали Лабуан в остров Маэда (田島, Maeda-shima) в память о нём. Маэда был заменён генерал-лейтенантом Масатака Ямаваки на период с 5 сентября 1942 по 22 сентября 1944 г.
К 1943 году общая численность батальонов сократилась до 500 человек. Военное правительство снова перенесло свою штаб-квартиру в апреле 1944 года в Джесселтон. Ямаваки был ранее директором Бюро мобилизации ресурсов; его назначение в 1942 году было истолковано союзниками как часть стремления сделать Борнео важным пунктом для хранения припасов и развития вспомогательной промышленности. Правоохранительные органы в Борнео были преобразованы в военную полицию, которая несла прямую ответственность перед военным командующим и военным министерством Японии. Они обладали практически неограниченной властью и часто применяли пытки и насилие. Штаб-квартира Кэмпэйтай (военная полиция) находилась в двухэтажном бунгало на улице Ява (Джалан Джава), Кучинг. С апреля 1944 года штаб-квартира была перенесена в здание спортивного клуба в Апи. Японское правосудие стало синонимом наказания вне зависимости от виновности арестованного. Японцы возродили довоенную систему гражданских судов в ноябре 1942 года, когда местные судьи применяли Саравакский уголовный кодекс. С наступлением Союзников в Тихом океане японцы поняли, что Борнео, вероятно, будет ими потерян. Армия обороны Борнео была усилена дополнительными подразделениями и переименована в 37-ю армию. Командование передано генерал-лейтенанту Масао Бабе с 26 декабря 1944 года.

### Военная инфраструктура
Аэродромы были построены военнопленными и мобилизованными рабочими из разных районов, в том числе из Брунея, Лабуана, Ранау и Элопуры. До японской оккупации было только три аэродрома: в Кучинге; Мири; и Бинтулу, тогда как на Северном Борнео их не было вообще. В связи с этим японцы планировали построить в общей сложности 12 аэродромов в разных частях северного Борнео для усиления обороны, из которых 7 должны были быть расположены в Апи, Элопуре, Кенингау, Кудате, Тавау, Лабуане и Лахад Дату. Японцы также запустили ряд дорожных проектов в Северном Борнео, согласно которому дороги, соединяющие Ранау с Кенингау и Кота Белуд с Тенгиланом, должны быть улучшены, а также должна быть построена новая дорога, связывающая Кудат и Кота Белуд. Поскольку эти дороги проходили через горные районы, для реализации проектов требовалось большое количество подневольной рабочей силы. Готовясь к удару Союзников, генерал-лейтенант Масатака Ямаваки создал в 1944 году местные вооруженные силы, численностью около 1300 человек. Большинство из них были размещены в Кучинге, а другие — в Мири, Апи и Элопуре; всем было поручено поддерживать мир и порядок, собирать сведения и вербовать новых военнослужащих. Брунейская гавань также использовалась японским флотом в качестве пункт дозаправки и как плацдарм в ходе битвы при заливе Лейте.

### Лагеря для военнопленных
У японцев были большие лагеря для военнопленных в Кучинге, Ранау и Сандакане, а также небольшие лагеря в Дахане и других местах. В лагере Бату Линтанг содержались как военные, так и гражданские заключённые. Лагерь был окончательно освобождён 11 сентября 1945 года подразделениями австралийской 9-й дивизии под командованием бригадного генерала Тома Истика. Сандаканский лагерь был расформирован японцами до вторжения Союзников; большинство его заключённых погибли в результате вынужденных маршей из Сандакана в Ранау. Предполагается, что в общей сложности японцы содержали примерно 4660 заключённых и интернированных во всех лагерях на севере Борнео, и только 1393 из них дожили до конца войны.

## Сопротивление оккупации
На западном побережье Северного Борнео развивалось движение сопротивления во главе с Альбертом Квоком, китайцем из Кучинга, который после работы с Китайским Красным Крестом переехал в Джесселтон в 1940 году. Он сотрудничал с местными группами коренного населения в Северном Борнео. После установления контакта с американскими силами на Филиппинах Квок отправился в Тави-Тави для обучения. Он вернулся с тремя пистолетами, коробкой ручных гранат и обещанием дополнительного оружия. Тем не менее, обещанное оружие не было доставлено, и Квок был вынужден начать восстание с местными жителями, вооружёнными только ножами и копьями.
Хотя они были плохо экипированы, в результате атаки все же удалось убить по меньшей мере 50 японских солдат и временно захватить Апи, Туаран и Кота-Белуд в начале ноября. Когда японцы приняли ответные меры, силы Квока отступили к убежищу. Японцы предприняли безжалостные контрмеры, бомбардировав прибрежные поселения и расстреливая местных жителей из пулеметов. Почти все деревни в этом районе были сожжены, и 2000-4000 мирных жителей были казнены. Японцы угрожали дальнейшими массовыми убийствами мирных жителей, и поэтому Квок сдался с несколькими из его помощников. Они были казнены 21 января 1944 года в Петагасе, Путатан. После неудавшегося восстания японцы проводили регулярные репрессии. Жители Северного Борнео не смогли организовать дальнейшее восстание из-за постоянной слежки японских спецслужб.

### Z Special Unit
В рамках Борнейской кампании австралийские коммандос были высажены на американских подводных лодках. Z Special Unit начало обучать даяков тактике партизанской войне. Эта армия аборигенов убила и взяла в плен около 1500 японских солдат. Они также предоставили сведения, крайне важные для обеспечения безопасности японских нефтяных месторождений и содействовали высадке австралийских войск в июне 1945 года. Большая часть действий союзников проводилась в рамках двух операций разведки и партизанской войны: операция «Агас» в Северном Борнео; и операции «Семут» в Сараваке. Том Харриссон, британский антрополог, журналист и соучредитель Mass-Observation, был одним из тех, кто десантировался туда для работы с сопротивлением.

## Освобождение
Союзники организовали операцию, известную как «OBOE-6», чтобы отвоевать северную часть Борнео. Это последовало за их успехом в операциях «OBOE-1» и «OBOE-2». Под прикрытием морской и воздушной бомбардировки, 9-я австралийская дивизия высадилась на Борнео и Лабуан 10 июня с численностью войск около 14 000 человек. Из-за узких дорог и болотистых условий вблизи островных пляжей, работы королевских австралийских инженеров были затруднены. Высадки в районе залива Бруней прошли легче. Предположение о сильном сопротивлении Японии оказалось неточным, и произошло лишь несколько воздушных налётов японских ВВС на силы союзников.
После захвата Лабуана 24-я пехотная бригада была высажена на северном берегу залива Бруней 16 июня, пока 20-я пехотная бригада продолжала атаковать южный берег, продвигаясь на юго-запад вдоль побережья в направлении Кучинга. 2/32-й батальон высадился в заливе Падас и захватил город Уэстон, а затем отправил патрули в направлении Бофорта, расположенного в 23 километрах (14 миль) внутри страны. В городе находилось около 800—1000 японских солдат и 27 июня атака была осуществлена 2/43-м батальоном. При сильнейшем ливне и в труднодоступной местности 2/32-й батальон охранял южный берег реки Падас. Тем временем одна рота из 2/43-го была отправлена, чтобы захватить город, а другая — на фланги, чтобы занять засадные позиции вдоль маршрута, по которому японцы должны были отступить. 2/28-й батальон обеспечил линии связи к северу от реки.
В ночь с 27 на 28 июня японцы предприняли шесть контратак. В ужасных условиях одна австралийская рота оказалась в изоляции, а на следующее утро другую послали атаковать японцев с тыла. Пробиваясь через многочисленные японские позиции, рота убила по меньшей мере 100 японских солдат и один из её членов, рядовой Том Старкевич, был позже награждён Крестом Виктории за его действия. После этого японцы оставили Бофорт, и австралийцы начали медленное, осторожное продвижение. К 12 июля они заняли Папар, и оттуда послали отряды на север и вдоль реки, где они находились до прекращения боевых действий. В августе боевые действия подошли к концу. Общее количество жертв дивизии в операции составило 114 убитых и 221 раненых, а потери японцев — не менее 1234.